# تپه چاله چاله هاشم‌آباد
تپه چاله چاله هاشم‌آباد مربوط به دوره ساسانیان است و در شهرستان دره‌شهر، بخش مرکزی، دهستان زرین دشت، ضلع شرقی روستای هاشم‌آباد واقع شده و این اثر در تاریخ ۲۶ دی ۱۳۸۶ با شمارهٔ ثبت ۲۰۶۳۴ به‌عنوان یکی از آثار ملی ایران به ثبت رسیده است.